# Виноградов, Геннадий Павлович
Геннадий Павлович Виноградов (1920—1983) — лейтенант Советской Армии, участник Великой Отечественной войны, Герой Советского Союза (1943).

## Биография
Родился 20 октября 1920 года в селе Починки (ныне — Большеберезниковский район Мордовии) в крестьянской семье. С 1930 года проживал в городе Березники (ныне — Пермский край), где окончил неполную среднюю школу, работал в колхозе. В 1940 году был призван на службу в Рабоче-крестьянскую Красную Армию. С начала Великой Отечественной войны — на её фронтах. Принимал участие в битве за Москву и Сталинградской битве. К февралю 1943 года гвардии красноармеец был автоматчиком взвода разведки роты управления 12-й гвардейской танковой бригады 4-го гвардейского танкового корпуса Юго-Западного фронта. Отличился во время боёв в Донецкой области.
18 февраля 1943 года в ходе боя в районе города Красноармейск Донецкой области Украинской ССР, защищая штаб танковой бригады от прорвавшихся к нему пяти немецких танков, огнём из танкового орудия лично подбил три из них. Позднее он вывез из окружения на танке Боевое Знамя бригады и получившего ранение её командира полковника Лихачёва.
Указом Президиума Верховного Совета СССР «О присвоении звания Героя Советского Союза начальствующему и рядовому составу Красной Армии» от 17 апреля 1943 года за «образцовое выполнение боевых заданий командования на фронте борьбы с немецкими захватчиками и проявленные при этом отвагу и геройство» удостоен высокого звания Героя Советского Союза с вручением ордена Ленина и медали «Золотая Звезда» за номером 963.
К концу войны лейтенант Виноградов уже командовал взводом. В 1946 году он был уволен в запас. Проживал в Березниках, работал в местном леспромхозе, затем на титано-магниевой комбинате. Скончался 7 августа 1983 года.
Был также награждён рядом медалей.